# Go-Tsuchimikado
Go-Tsuchimikado (後土御門, 3 de julho de 1442 – 21 de outubro de 1500) foi o 103º imperador do Japão, na lista tradicional de sucessão. Pertencia ao Ramo Jimyōin-tō da Família Imperial. Seu reinado abrangeu os anos de 1464 a 1500.

## Vida
Antes de ascender ao Trono do Crisântemo, seu nome pessoal era Príncipe Imperial Fusahito, o filho mais velho do imperador Go-Hanazono. Sua mãe era Ōinomikado Nobuko, que mais tarde adotara o nome budista de Karakumon-in, filha de Fujiwara Takanaga.
Go-Tsuchimikado ascendeu ao trono em 21 de agosto de 1464, após a abdicação de seu pai. Pouco depois de sua entronização, ocorreu a Guerra de Ōnin. Nessa época vários templos, santuários e as mansões dos nobres foram queimados. As finanças da Corte Imperial estavam esgotadas e a corte declinou.
Nessa época, Go-Tsuchimikado foi forçado a se refugiar na fortaleza do xogum Ashikaga Yoshimasa por um período prolongado, cancelando as cerimônias da corte que, como monarca, esperava supervisionar.
Após o fim da guerra, houve pouco entusiasmo para restaurar as antigas cerimônias da Corte Imperial. Em 21 de outubro de 1500, o imperador morreu. Seu sucessor, o Imperador Go-Kashiwabara, não tinha fundos para pagar a cerimônia fúnebre, e o corpo do falecido imperador foi colocado em uma despensa do palácio por mais de um mês antes que uma doação fosse feita à corte, e o funeral acontecesse. A Agência da Casa Imperial reconhece Fukakusa no kita no misasagi em Fushimi-ku, Quioto como seu túmulo junto com outros imperadores.